# فندق ترانسيلفانيا 3: عطلة متوحشة
فندق ترانسيلفانيا 3: عطلة متوحشة (بالإنجليزية: Hotel Transylvania 3: Summer Vacation؛ صدر عالميًّا باسم Hotel Transylvania 3: A Monster Vacation) فيلم رسوم متحركة محركة حاسوبيًّا كوميدي أمريكي من إنتاج سوني بيكتشرز أنيميشن وتوزيع سوني بيكتشرز رليسينغ صدر عام 2018. الفيلم هو الثالث من سلسلة أفلام فندق ترانسيلفانيا وتتمة «فندق ترانسيلفانيا 2». وهو من إخراج جندي تارتاكوفسكي، وكتابة تارتاكوفسكي ومايكل مكالرز، ومن بطولة آدم ساندلر وأندي سامبيرج وسيلينا غوميز وكيفن جيمس وفران دريشر وستيف بوشيمي ومولي شانون وسايدي ساندلر وديفيد سبيد وكيغان-مايكل كي وجو وايت وآشر بلينكوف وكريس بارنيل وميل بروكس الذين لعبوا نفس الأدوار في الفيلم السابق، وانضم إليهم في طاقم التمثيل الصوتي كل من جيم غافيجان وكاثرين هان وجو جوناس وكريسي تيغن ومخرج الفيلم تارتاكوفسكي.
تدور أحداث قصة الفيلم حول مصاص الدماء دراكولا الذي يقع بحب قبطانة سفينة اسمها أريكا أثناء قضائه عطلة على متن سفينة سياحية رفقة أصدقائه وعائلته، لكنه يكتشف لاحقًا أنها تنحدر من صياد مصاصي الدماء الشهير أبراهام فان هيلسنج الذي لطالما حاول قتله.
عُرض فندق ترانسيلفانيا 3: عطلة متوحشة لأول مرة في فرنسا في مهرجان آنسي الدولي لأفلام الرسوم المتحركة بتاريخ 13 يونيو 2018، وصدر بدور العرض السينمائي في الشرط الأوسط باللغتين العربية والإنجليزية بتاريخ 12 يوليو وفي الولايات المتحدة بتاريخ 13 يوليو من نفس العام.
قوبل الفيلم بردود فعل متباينة من جانب النقاد وبلغ إجمالي إيراداته في جميع أنحاء العالم 528 مليون دولار مقابل ميزانية قدرها 80 مليون دولار. وكان أكثرَ أفلام سلسلة فندق تراسيلفانيا ربحًا على المستوى العالمي. وقد انطلق العمل على تتمةٍ للفيلم من المقرر أن تصدر في أغسطس من عام 2021.

## القصة
في عام 1987، يسافر دراكولا وأصدقاؤه متنكرين على متن قطار متجه إلى بودابست. إلا أن عدو دراكولا اللدود، الأستاذ أبراهام فان هيلسنج يقتحم القطار ويكشف عن الوحوش فيصعد هؤلاء على سطح القطار محاولين الهروب. ويدفع دراكولا زملاءه عن ظهر القطار من أجل إنقاذهم ويواجه فان هيلسنج بنفسه ويتفوق عليه. وتمر الشهور والسنين على فان هلسنج وهو يحاول قتل داركولا لكن مصاص الدماء يتملص منه بدهائه وحيلته في كل مرة.
في يومنا هذا، يدير دراكولا الملقب دراك فندقه بسلاسة رفقة ابنته ميفس وصهره جوني. لكنه مستاء لكونه قد بقي عازبًا منذ وفاة زوجة مارثا منذ قرون، رغم محاولاته العديدة للتعرف بامرأة أخرى. تلاحظ ابنته عليه هذا الإحباط فتخطئ باعتقادها أنه من كثرة العمل، وتحجز مكانًا على سفينة سياحية لكي يستريح الجميع ويقضوا عطلة معًا كعائلة. يركب دراكولا وجوني وميفس وابنهما الصغير دينيس ونزلاء الفندق على متن السفينة السياحية المسماة «التراث». ويرى دراك قبطانة السفينة البشرية أريكا، فيقع بحبها مباشرة، الأمر الذي لم يكن يعتقد بأنه ممكن كون الوحوش يحدث لهم «زينك» مرة واحدة في حياتهم.
تدخل أريكا غرفة سرية في السطح السفلي من السفينة وتلتقي هناك أبراهام فان هيلسنج الذي لا يعلم أحد أنه أبو جدها. وكان فان هيلسنج قد قام باستبدال جسده المتهالك بأعضاء ميكانيكية من أجل البقاء على قيد الحياة، وبجعبته خطة للقضاء على جميع الوحوش. وتقتضي الخطة بانتظار وصول السفينة السياحية إلى مدينة أطلانطس المفقودة والاستيلاء على أدار الدمار الموجودة في أنقاضها واستخدامها في إبادة الوحوش. يجعل فان هيلسنج ابنة حفيده تعده بأن لا تغتال دراكولا حتى لا تفسد الخطة، لكنها تخلف بوعدها وتحاول قتل مصاص الدماء في مناسبات عديدة دون جدوى. سمع أصدقاء دراك أريكا وتشكو عدم قدرتها على الاتيان بدراكولا فيظنون خطئًا أنها تحاول الظفر به عاطفيًّا ويخبرون دراك بذلك. يدعو دراك أريكا إلى موعد غرامي فتقبل وهمُّها أن تقتله. وبينما هما يتناولان العشاء على جزيرة مهجورة توقفت عندها السفينة السياحية، ويتبادلان قصص الحياة، تبدأ أريكا بشكل متوقع في الوقوع بحب دراكولا.
تتفطن ميفس لما يجري بين أبيها وأريكا ويعمها الشك حول دوافع أريكا. تصل السفينة السياحية إلى أطلانطس والتي حُوِّلت إلى كازينو. يهم دراكولا بإخبار ابنته الحقيقة حول أريكا لكن انتباهه يتشت عند رؤيته للأخيرة وهي تدخل مقبرة تحت الأرض. فيتتبعها دراك الذي تتبعه بدورها ميفس، وعندما يتدخل دراك لإنقاذ أريكا من فخ قاتل وهي في طريقها للاستيلاء على أداة الدمار، تكذب عليه بأنها تقصد استعادة ميراث عائلي. فيساعدها دراك في تخطي بقية الشراك وأخذ أداة الدمار. وعند وصول ميفس يعترف لها دراك بأنه حدث بينه وبين أريكا «رينك» ما يسبب ارتباك وحيرة ميفس. وعندما يشرح دراك لأريكا معنى الـ«زينك»، ترفضه وتتركه قائلة أنه من المستحيل لها أن تكون مع وحش.
تسلم أريكا وهي مترددة أداة الدمار لأبي جدها أبراهام وينصب الأخير فخًّا للوحوش في حفلة للرقص. ترى ميفس أباها في الحفل وهو مستاء، فتأخذ بنصيحة زوجها جوني وتشجع أباها على التكلم مع أريكا معترفة بأنها كانت تخاف أن يتركها. يظهر فان هيلسنج أمام الجمع آخذًا مكان منسق الموسيقى (الدي جيه)، وتكشف أريكا للجميع أنها ابنة حفيده. يُخرج فان هيلسنج أداة الدمار وورقةً دُوِّنت عليها قطعة موسيقية ويبدأ بعزف أغنية تسيطر على كراكن مسالم وتدفعه إلى الهجوم على الوحوش. يحاول دراكولا إيقاف الكراكن لكنه يصاب. تنقذ أريكا دراك وتتوسل أبا جدها أن يوقف الدمار معترفة بحبها لدراك. يغضب ذلك فان هيلسنج الذي يهاجمهما كليهما.
من أجل كبح جماح الكراكن، يقوم جوني بفتح عدة دي جيه محمولة ويشغل أغان ذات طابع إيجابي (من بينها أغنية لا تقلق، كن سعيدا). لكنه لا ينجح في التغلب على أغنية فان هيلسنج إلا بعد تشغيله أغنية ماكارينا والتي تجعل الجميع يرقص من غير قصد بما فيهم فان هيلسنج الذي يتسبب ذلك في سقوطه، لكن دراكولا ينقذ حياته. متأثرًا بما فعله دراكولا من أجله، يعتذر فان هيلسنج للوحوش ويعيدهم إليهم أموال الرحلة كاملة ويعود بهم إلى المنزل. وبعد عودتهم معًا إلى الفندق، يتقدم دراكولا لأريكا بالزواج وتقبل بعد مدة من التلعثم.

## طاقم الممثلين
- آدم ساندلر في دور كونت دراكولا الملقب دراك، والدُ ميفس وأصغر أبناء فلاد وجد دينيس من الأم. بعد مضي قرون منذ وفاة زوجته مارثا، يقع دراكولا في حب امرأة بشرية ويطلب يدها للزواج.
- أندي سامبيرج في دور جوناثان لوغران الملعب جوني، زوج ميفس وصهر دراكولا والأب البشري لدينيس.
- سيلينا غوميز في دور ميفس دراكولا، ابنة دراكولا وزوجة جوني والأم مصاصة الدماء لدينيس.
- كيفن جيمس في دور فرانكنشتاين، صديق دراكولا الذي كثيرًا ما يتسكع مع موراي.
- ديفيد سبيد في دور غريفين، صديق دراكولا الخفي.
- ستيف بوشيمي في دور واين، صديق دراكولا المستذئب.
- كيغان-مايكل كي في دور موراي، رجل عى شكل مومياء حية، ويحب التسكع مع فرانك.[8] كان قد لعب دورَ موراي في الفيلم الأول سيلو غرين.
- مولي شانون في دور واندا، زوجة واين المستذئبة وصديقة يونيس.[8]
- فران دريشر في دور يونيس، زوجة فرانكنشتاين وصديقة واندا.[8]
- كاثرين هان في دور أريكا فان هيلسنج، قبطانة سفينة «الميراث» السياحية التي يقع في حبها دراك، وابنة حفيد أبراهام فان هيلسينج.
- جيم غافيجان في دور الأستاذ أبراهام فان هيلسنج عدو دراكولا اللدود وأبو جد أريكا.
- ميل بروكس في دور كونت فلاد، مصاص دماء عجوز متمرس ومحنك ومحب للتقاليد، ووالد دراكولا، وحمو مارثا، وجد ميفس من الأب. ويصبح مع نهاية الفيلم الثالث حما أريكا.
- سادي ساندلر (زوجة آدم ساندلر) في دور ويني، مستذئبة صغير هي بكر واين وواندا، وصديقة مقربة من دينيس.
- آشر بلينكوف في دور دينيس دراكولا-لوغران، ابن ميفس وجوني الصغير ذو الخمس سنوات نصف البشري نصف مصاص الدماء، وحفيد دراكولا. ورث عيني أمه الزرقاوين وقدراتها الخارقة وشعر أبيه البرتقالي ونمشه.
- كريس بارنيل في دور ستان، الرجل السمكة الذي يعمل على متن سفينة الميراث. وكان بارنيل قد لعب دور «سيد ذبابة» في الفيلمين الأولين.
- جو وايت في دوري:
  - تينكلز، كلب دينيس الأليف العملاق،
  - بوب، طيار مساعد على متن خطوط طيران الجريملينز.
- جو جوناس في دور الكراكن، وحش هائل عاشق للموسيقى يعيش بالقرب من أطلانطس.
- كريسي تيغن في دور كريستال، امرأة خفية وحبيبة غريفين.[9]
- جندي تارتاكوفسكي (مخرج الفيلم) في أدوار:
  - بلوبي، وهو وحش أخضر مصنوع من البلوب.[10] وكان قد لعب دوره جوني سولومون في فندق ترانسيلفانيا 2،
  - بلوبي الصغير، ابن بلوبي المنبثق من جسده،
  - بلوبي الجرو، كلب بلوبي الصغير الأليف المنبثق من جسد بلوبي.
- تارا سترونغ في دور فرانكليدي، امرأة تقرب فرانك من جانب «الذراع الأيمن» من عائلته. وتلعب دورها في النسخة البريطانية أليسون هاموند، وتسمى الشخصية فيها فرانكنجينجر.[11]
- خايمي كاميل في دور تشوباكابرا، وهو أحد ركاب سفينة الميراث.

## الإنتاج

### التطوير
في سبتمبر 2015، وقبل الإصدار الثاني للفيلم، قالت منتجة الفيلم ميشيل موردورا إن الاستوديو كان «يناقش الفيلم الثالث ويتحضر للمضي قدمًا بأخذ السلسلة إلى المستوى التالي،» لكنها لم تكن تظن أنها ستشارك فيه هي والمخرج جندي تارتاكوفسكي لأنهما كانا يعملان آنذاك على مشروع هل تستطيع أن تتخيل؟  والذي وُضع جانبًا في وقت لاحق. وفي ذات الشهر، قال تارتاكوفسكي بأنه لن يعود للعمل على التتمة مصرحًا لموقع ذا راب الإخباري بأن «فيلمين كافيان. لدي أفكار أخرى عديدة، وعلي أن أعبر عنها وأطلق لها العنان.» وفي نوفمبر 2015، أعلنت شركة سوني بيكتشرز أنيميشن أن التاريخ المقرر لصدور الفيلم الثالث، المسمى فندق ترانسيلفانيا 3 إلى حين تحديد اسمه الرسمي، هو 21 سبتمبر 2018.
وبعد أن كان قد ترك السلسلة، أعلن تارتاكوفسكي لاحقًا أنه سيعود لإخراج فيلمها الثالث. وعاد كل من آدم ساندلر وسيلينا غوميز وأندي سامبيرج ليمثلوا أدوارهم في الفيلمين السابقين، في شخصيات دراكولا وميفس وجوني تواليًا. الفيلم من كتابة تارتاكوفسكي وكاتب سلسلة أفلام أوستن باورز مايكل مكالرز. في يونيو 2016، أكدت شركة سوني هي الأخرى عودة تارتاكوفسكي، بعد طلبه إذن غياب ليُتمَّ الموسم الأخير من مسلسله ساموراي جاك. ووفقًا لتارتاكوفسكي فقد انثنى عن قراره بمغادرة السلسلة بعد أن ألهمته سلسلة أفلام عطلة ناشيونال لامبوون من بطولة شيفي تشيز ومرارة عطلة عائلية «بائسة»، حيث أن أحداث الفيلم تدور على سطح سفينة سياحية. وبحلول بداية شهر نوفمبر 2017، عُنونت نسخة الفيلم الإنجليزية رسميًا فندق ترانسيلفانيا 3: رحلة الصيف.
وكان أحد أكبر التحديات التي واجهت الفريق المسؤول عن التحريك (الأنيميشن) هو خلق شخصية الكراكن الهائل ومحاكاة المؤثرات المائية والدمار الذي يتسبب به الكائن الضخم.

### الموسيقى
أنتج مارك موذرسباو موسيقى الفيلم الثالث التصويرية بعد أن كان قد شارك في الفيلمين الأولين. وأصدرت شركة التسجيلات سوني كلاسيكال ركوردز تسجيلًا رسميًّا لموسيقى الأفلام الثلاثة بتاريخ 6 يوليو 2018. كما شارك المنسق الهولندي تييستو في إنتاج موسيقى الفيلم، وخاصة الموسيقى التي تستخدمها شخصية فان هيلسنج للسيطرة على وحش الكراكن في نهاية الفيلم. اُستخدمت أغنية دي إن سي إي «كعك على الشاطئ» (Cake by the Ocean) وأغنية بيتبول «شيك سنيورا» (Shake Señora) في مواد الفيلم الترويجية. أما أغنية «فلوت» فهي من أداء إيريك نام. اُستخدمت أغنية «أرى حبًّا» (I See Love) من أداء جوناس بلو وجو جوناس في شارة النهاية، كما قام الأخير بستجيل أغنية «حان وقت الاحتفال» (It's Party Time) بينما كان يقوم بالأداء الصوتي لشخصية الكراكن. ترافق أغنية برونو مارس «24كي سحري» مشهدًا في الفيلم يرقص فيه دراكولا بينما تحاول أريكا قتله. وتغني في أحد المشاهد شخصية الرجل السمكة (أداء كريس بارنيل) على مسرحٍ أغنية ماكليمور وريان لويس «في وسط المدينة» (Downtown).

## الإصدار
كان من المقرر أن يصدر الفيلم بتاريخ 21 سبتمبر 2018، إلا أن موعد الإصدار أُجل فيما بعد لمدة شهرين ليكون في 13 يوليو. وبتاريخ 21 يونيو 2018، أعلنت شركة أمازون أنها ستقَّدم للمشتركين في برنامجها المدفوع أمازون برايم عرضًا مبكرًا للفيلم في 30 يونيو، في ما مجموعه قرابة 1،000 مسرح، مثل ما كانت قد فعلت في ديسمبر الماضي مع فيلم جومانجي: مرحبا بكم في الأدغال التابع لسوني.

### الإصدار العالمي
صدر الفيلم في معظم مناطق العالم خلال الشهر السابع. وصدر متأخرًا في الصين بتاريخ 17 أغسطس 2018. وكذلك لم ترى إيطاليا والفلبين الفيلم إلا في أواخر أغسطس. أما اليابان وبولندا فلم يصدر الفيلم فيهما إلا في أكتوبر.

### الإصدارات المنزلية
صدر فيلم «رحلة متوحشة» على شكل دي في دي وبلو راي وبلو راي بجودة 4K فائق الدقة بتاريخ 9 أكتوبر 2018، ووزعته شركة سوني بيكتشرز هوم إنترتينمانت. وبتاريخ 31 مايو 2019، أُعلن أن الفيلم سيكون متوفرًا على منصة نتفليكس ابتداءً من 19 يونيو من نفس السنة.

## ردود الفعل

### شباك التذاكر
بلغ إجمالي إيرادات «رحلة متوحشة» 167.5 مليون دولار أمريكي في الولايات المتحدة وكندا، و361.1 مليون دولار في بقية البلدان، ليصل مجموع إيراداته 528.6 مليون دولار على مستوى العالم، وذلك مقابل ميزانية قدرها 80 مليون دولار. بتاريخ 1 سبتمبر 2018، تجاوز الفيلم سَلَفه «فندق ترانسيلفانيا 2» ليصبح أكثر أفلام سوني بيكتشرز أنيميشن المحرَّكة بالكامل ربحًا على مستوى العالم ، وثاني أكثر أفلامها جميعًا ربحًا على الإطلاق (الأول هو فيلم السنافر الصادر في 2011). وتعدَّى الفيلمَ فيما بعد فيلم سبايدرمان: إنتو ذا سبايدر-فيرس الذي كان أكثر أفلام سوني بيكتشرز أنيميشن ربحًا على المستوى المحلي في 2019.
صدر الفيلم في الولايات المتحدة وكندا تزامنًا مع افتتاحية فيلم ناطحة سحاب وتوسُّعِ نطاق عرض فيلم آسف على إزعاجك (من 16 موقعًا إلى 805)، وكان من المتوقع أن يصل إجمالي عائداته من 38 إلى 45 مليون دولار من 4،267 مسرحًا في أول نهاية أسبوع للفيلم. جنى الفيلم 1.3 مليون دولار من عروضه المبكرة في الثالثة بعد الظهر التي نظمها أمازون في 30 يونيو، وكسب 2.6 مليون دولار من العروض البادئة عند الساعة الخامسة من يوم الخميس قبل إصداره الرسمي. ووصلت عائدات الفيلم في نهاية أسبوعه الأولى 44.1 مليون دولار، ليحل بذلك أولًا في شباك التذاكر وبين فيلمَي فندق ترانسيلفانيا الأولين من حيث الأداء في الأسبوع الأول. ثم حقق 23.2 مليون دولار في أسبوعه الثاني، ليحل ثالثًا وراء كل من المعادل 2 وماما ميا! لنذهب مرة أخرى. وربح الفيلم 12.3 مليون دولار في أسبوعه الثالث متراجعًا إلى المركز الرابع.

### النقد
وصلت نسبة استحسان الفيلم على مجمع المراجعات الطماطم الفاسدة 62% بناءً على 115 مراجعة وكان معدل التقييمات 5.4 من أصل 10. ويقول الإجماع النقدي للموقع «يأتي «فندق ترانسيلفانيا 3: رحلة متوحشة» منسجمًا بالكامل مع توقعات المعجبين – ما يعني 97 دقيقة مسلية خفيفة من النكت سريعة الوتيرة والرسوم المتحركة الزاهية بالألوان.» وحصل الفيلم في موقع ميتاكريتيك على متوسط مرجح قدره 54 من أصل 100، بناءً على آراء 23 ناقدًا، ويقابل تلك النتيجة في نظام الموقع تقييم «مراجعات متبانية أو متوسطة». وكان متوسط الدرجات الذي نتج عن استطلاعات سينماسكور حول الفيلم "A-" على مقياس من A + إلى F، وهي النتيجة ذاتها التي ظفر بها فيلما السلسلة السابقان.
وأعطى موقع آي جي إن الفيلم تقييمًا بـ7.6 من أصل 10 وقال ««فندق ترانسيلفانيا 3: رحلة متوحشة» مضحك عمومًا، بلاه-بلاه-بلاه!» ومن جهة أخرى، لم يعجب الفيلم سكوت تباياس من مجلة فارايتي الذي قال عنه «يترك ذلك فندق ترانسيلفانيا 3 وهو يشبه إلى حدٍّ كبير تجمُّعًا خاملًا آخر لـ[آدم] ساندلر وأصحابه على الشاشة، كنسخةٍ من البالغون في البحر يُنصح بمشاهدتها مع توجيه أبوي. يبدون وكأنهم هم من في عطلة، أما المشاهدون فهم الذين يقع على عاتقهم دفع تكاليفها.» أما براين تاييريكو من موقع روجير إيبير فكتب «صدقني عندما أخبرك أن 'السرد القصصي' ليس السبب الرئيسي الذي يذهب الأطفال لأجله لمشاهدة ثالث أفلام سلسلة معينة—لديَّ ابنان يحبون هذه السلسلة—لكن كلامي موجه للبالغين قبل غيرهم والذين يتحتم عليهم شراء التذكرة وإضاعة وقتهم هنا. يذهب الأطفال [لمشاهدة الفيلم] للوجوه المألوفة، والنكت المكررة، والعالم المريح الذي يشعرون بأنهم يعرفونه. ويؤدي فندق ترانسلفانيا 3 ما يكفي من ذلك بصورة صحيحة يمكنه من التفوق على أفلام الرسوم المتحركة الفظيعة التي خرجت لنا في صيوف السنوات الأخيرة (أقصدكما أنتما، «عملية الجوز 2: مجنون بالفطرة» و«فيلم الإيموجي»). ليس الأمر بكل ذلك السوء. وهو أقرب إلى كونه قابلًا للنسيان من كونه مؤلمًا. عندما انتهى الفيلم، سألت ابني ذا التسع سنوات أن يقيِّم الفيلم [من أصل خمس نجوم]. فأجاب 'سأعطيه 4 نجوم لكنني طفل، في الغالب كنت لأعطيه ثلاث نجوم لو كنت بالغًا.' ليس تمامًا.»
وكتب براين لوري من سي إن إن «على المستوى الإبداعي، وعلى عكس أفضل سلسلات الرسوم المتحركة، فإن سلسلة فندق ترانسيلفانيا قد تركت وراءها أيَّ قدرٍ من حسِّ الاكتشاف والبراعة والمفاجأة كانت تتمتع به في وقت ما. وقد لا يعني ذلك أن وقت تسجيل الخروج قد حان، لكن يبدو أن كل ما بقي فعله هو اقتلاع القطع المدفونة، ولصقها ببعضها البعض، والضغط على زر التشغيل.» أما سكوت ميندلسون من فوربس فأعطى الفيلم تقييمًا إيجابيًّا وقال «يبدو فندق ترانسيلفانيا 3 وكأنه مغامرة رسوم متحركة عرَضية أكثر مما يبدو تتمة مكملة للقصة. إذا كنت تشاهد المسلسل التلفزيوني في المنزل، فإن الأفلام يجب أن تكون أحداثًا ذات صلة. الانطباع الذي يتركه هذا الفيلم أقرب إلى تقطير ملهَم ومناسب للأطفال لكوميديا ساندلر، من نسخة رسوم متحركة من أعماله الكوميدية بالاستوديو الكسولة (نسبيًّا) حيث يقضي هو ورفقاؤه المعتادون عطلة على حساب الاستوديو. يبدو الفيلم رائعًا، وتوجد بعض الضحكات المكتومة، وقد يستأنس به الأطفال. ولكن مقارنةً مع سابقَيه، فإنه فندق ترانسيلفانيا 3 في أغلبه بلاه (بلاه بلاه).» وكتب جيمي ريغيتي من موقع إندي واير «مع الكثير من الضحك، وتحريك باهر، والمزيد من مشاهد الرقص المميِّزة للسلسلة، فإن «فندق ترانسيلفانيا 3: رحلة متوحشة» هي مفاجأة صيفية جاز الهناء بها، وتذكيرٌ بأننا لو استطعنا تجاوز اختلافاتنا، فإننا سنكتشف أننا لسنا مختلفين.»
أعطى كريس ناشاواتي من إنترتينمنت ويكلي الفيلم تقييم B- قائلًا «تمر التغييرات المفاجئة في الاتجاه غير المضرة كلها دون أن تكون جديرة بالذكر ودون أن تدفع الشكل الفني لتجاوز ما هو متوقع. وبعد ثلاثة أفلام، لم يعد يمكن إنكار أن سلسلة فندق ترانسيلفانيا أصبحت أطول من اللازم. ولربما هي على بعد تتمة واحدة من أن يُغرز في صدرها وتد. وعلى الرغم من ذلك، فإنه من الصعب مجابهة مشهد الطائرة التي تقودها وحوش الغريملنز الخبيثة ورسائل الفيلم الجميلة حول أهمية العائلة وأن الحب ينتصر على كل شيء. ولربما أمضيت أجزاءً طويلة من الفيلم وأنا ممتعض، لكن انتباه توءماي ذوي الخمس سنوات لم يضطرب ولو لوهلة. ولو أن الفيلم في أعينهم لا يقارن بـ«فيلم ليغو»، إلا أنه لا شيء بالنسبة إليهم يمكن أن يقارن بذلك الفيلم.» قال رافير غوزمان من نيوزدي «في نهاية الأمر، أغرقت الفكاهة الصاخبة وأغاني الروك الكلاسيكية أي رسائل قيمة كان فندق ترانسيلفانيا 3 يعتزم إرسالها.» وقيَّم جوفري ماكناب من صحيفة ذي إندبندنت الإخبارية الفيلم بنجمتين من أصل خمسة قائلًا «في طريقته المشابهة لبندقية الشوزن، أجزاء كبيرة من الفيلم مضحكة وبها كثير من الإبداع. المشكلة أن السرد القصصي يعطيك انطباعًا بأنه عشوائي لدرجة كبيرة. كل أنواع الأفكار غير المتعلقة مرمية على بعضها في هذه الحبكة التي هي أقرب إلى مزيج طائش وكبير من الوحوش. والرسالة الأخيرة، والتي مفادها أن البشر والوحوش ليسوا مختلفين لتلك الدرجة وعليهم أن يتعلموا أن يتعايشوا بسلام، هي رسالة صاحبها أقل ما يقال عنه أنه يتظاهر بالورع. لربما حان الوقت لغرز وتد في صدر هذه السلسلة.»

### الجوائز
كان الفيلم من بين المرشحين في النسخة الرابعة والأربعين من جوائز خيار الشعب لجائزة «أفضل فيلم عائلي». كما فاز كل من آدم ساندلر وسيلينا غوميز عن أداءيهما بجائزة أفضل صوت لذكر وأفضل صوت لأنثى في فيلم رسوم متحركة في نسخة 2019 من جائزة اختيار الأطفال.

## لعبة الفيديو
صدرت لعبة فيديو مستوحاة من أحداث الفيلم بعنوان فندق ترانسيلفانيا 3: وحوش خارج السفينة (بالإنجليزية: Hotel Transylvania 3: Monsters Overboard) لمنصات مايكروسوفت ويندوز ونينتندو سويتش وبلاي ستيشن 4 وإكس بوكس ون بتاريخ 10 يوليو 2018. طورت اللعبةَ شركة «ألعاب توروس» الأسترالية ونشرتها «ألعاب آوترايت». لم يشارك في التمثيل الصوتي من طاقم الفيلم سوى كيغان-مايكل كي، حيث لعب بروك باول دورَ كونت دراكولا، وميليسا ستارم دور ميفس، ومايكل بوسكيمي دور واين، وجوليان بيشر دور أريكا، وداني جندرون دور فرانك، وبراين تي ستيفنسون دور جوني. وأخرجت الأداء الصوتي للعبة مارغاريت تانغ.

## التتمة
أعلنت شركة سوني بيكتشرز أنيميشن بتاريخ 26 فبراير 2019 أن فيلمَ السلسلة الرابع قيدُ التطوير وأنه من المقرر أن يصدر بتاريخ 22 ديسمبر 2021. وبتاريخ 4 أكتوبر 2019، أعلن تارتاكوفسكي، مخرجُ أفلام السلسلة الثلاثة الأولى، أنه لن يخرج الفيلم. وأُعلن بتاريخ 24 أبريل 2020 أن موعد إصدار الفيلم قد قُدِّم إلى 6 أغسطس 2021. وفي 17 سبتمبر 2020، أُعلن أن جنيفر كلوسكا وديريك درامون سيحلان محل تارتاكوفسكي في الإخراج، وأن تارتاكوفسكي ستوكل إليه مهمتا الإنتاج وكتابة السيناريو. كما أُكدت عودة سيلينا غوميز في دور ميفس، وأنها ستكون منتجة الفيلم التنفيذية.

## وصلات خارجية
- الموقع الرسمي
- فندق ترانسيلفانيا 3: عطلة متوحشة على موقع IMDb (الإنجليزية)
- فندق ترانسيلفانيا 3: عطلة متوحشة على موقع ميتاكريتيك (الإنجليزية)
- فندق ترانسيلفانيا 3: عطلة متوحشة على موقع روتن توميتوز (الإنجليزية)
- فندق ترانسيلفانيا 3: عطلة متوحشة على موقع نتفليكس (الإنجليزية)
- فندق ترانسيلفانيا 3: عطلة متوحشة على موقع قاعدة بيانات الأفلام العربية
- فندق ترانسيلفانيا 3: عطلة متوحشة على موقع ألو سيني (الفرنسية)
- فندق ترانسيلفانيا 3: عطلة متوحشة على موقع Turner Classic Movies (الإنجليزية)
- فندق ترانسيلفانيا 3: عطلة متوحشة على موقع أول موفي (الإنجليزية)
- فندق ترانسيلفانيا 3: عطلة متوحشة على موقع بوكس أوفيس موجو (الإنجليزية)
- فندق ترانسيلفانيا 3: عطلة متوحشة على موقع فيلمافينيتي (الإسبانية)